# Maurice Pialat

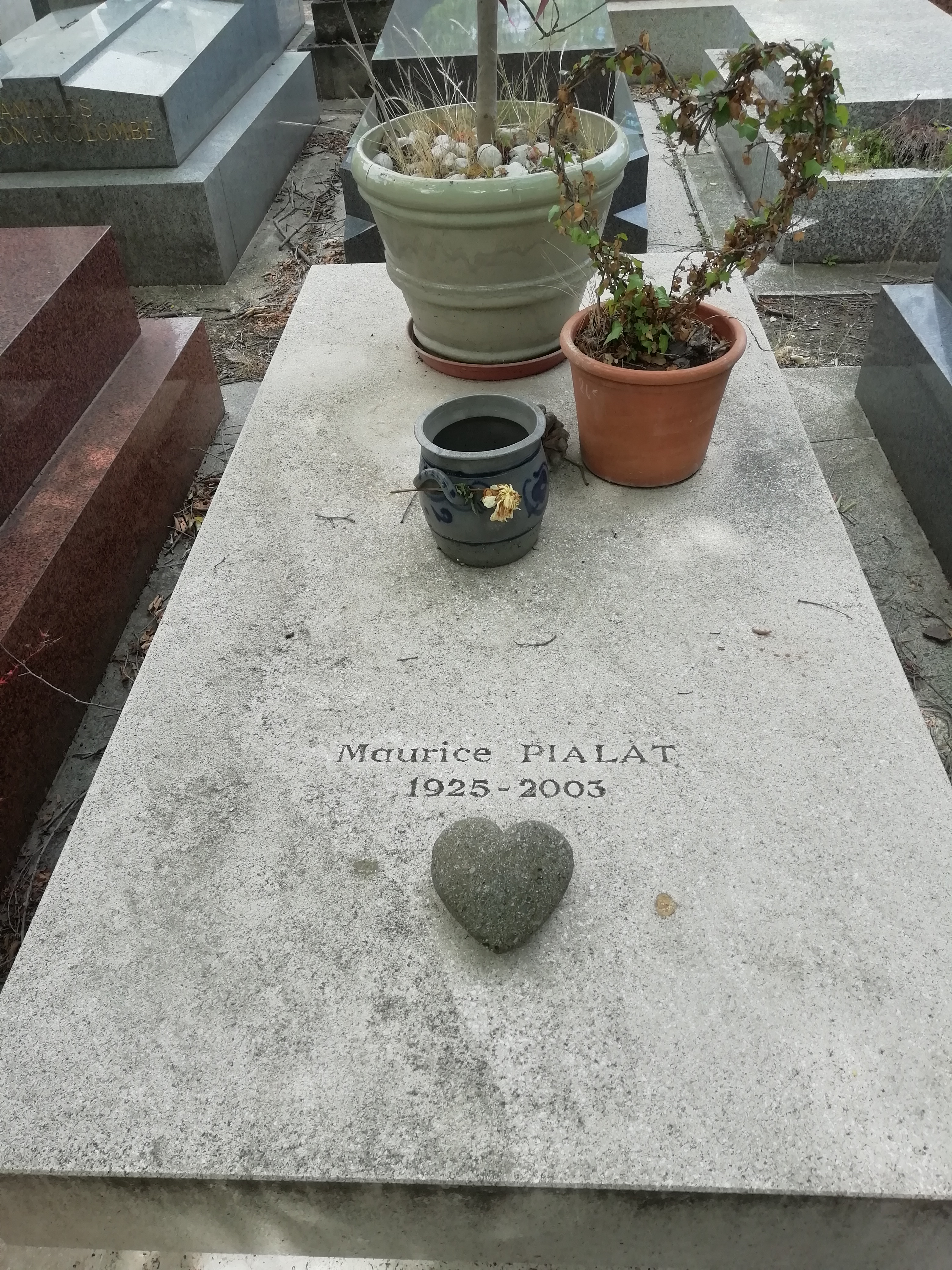
Maurice Pialats gravvård i Montparnassekyrkogården i Paris, 2017.

Maurice Pialat, född 31 augusti 1925 i Cunlhat, Puy-de-Dôme, död 11 januari 2003 i Paris, var en fransk filmregissör, manusförfattare och skådespelare.
Pialats långfilmsdebut L'Enfance nue (1968) belönades med Prix Jean Vigo. Han belönades med Guldpalmen vid Filmfestivalen i Cannes 1987 för Sous le soleil de Satan. Gérard Depardieu och Sandrine Bonnaire medverkade ofta i hans filmer.

## Filmografi i urval
- 1960 – L'amour existe (kortdokumentär)
- 1968 – L'Enfance nue
- 1972 – Nous ne vieillirons pas ensemble
- 1974 – La Gueule ouverte
- 1978 – Passe ton bac d'abord...
- 1980 – Loulou
- 1983 – Länge leve kärleken... (À nos amours)
- 1985 – Police
- 1987 – Sous le soleil de Satan
- 1991 – Van Gogh
- 1995 – Le garçu